# Fórmula Ford
A Fórmula Ford é uma classe de automobilismo, criada pela Ford Motor Company. Nos últimos anos, a categoria vem perdendo importância para as Fórmulas BMW e Renault.
O motor utilizado nesta série é um Ford 1 600 cm ³. Esta série é muitas vezes uma categoria de acesso para outras categorias do automobilismo.